# 리차드 3세 (1955년 영화)
《리차드 3세》(Richard III)는 영국에서 제작된 로렌스 올리비에 감독의 1955년 드라마, 전쟁 영화이다. 윌리엄 셰익스피어의 동명의 희곡에 기반을 둔 테크니컬러 영화이다. 로렌스 올리비에 등이 주연, 제작에 참여하였다.

## 줄거리
잉글랜드의 에드워드 4세 국왕(세드릭 하드윅 경)은 동생인 글로스터 공작 리처드(로런스 올리비에 경)의 도움으로 왕위에 올랐다. 웨스트민스터 궁전 대광장에서 조지아 리처드 형제들이 지켜보는 가운데 에드워드의 대관식이 끝난 후, 그는 아내와 아들들과 함께 떠난다. 리처드는 왕좌를 생각하다가 관객들에게 다가가 연설을 하며 척주뒤굽음과 위축된 팔을 포함한 자신의 신체적 기형을 설명한다. 그는 자신의 낮은 지위와 대조적으로 형의 권력 상승에 대한 질투심을 계속해서 설명한다.
리처드는 자신의 다른 형제인 클래런스 공작 조지(존 길구드 경)가 국왕을 살해하려는 음모를 꾸민 것처럼 꾸미고, 조지가 에드워드의 후계자들을 살해할 것이라고 주장하며 런던탑으로 보내려고 계획한다. 그리고 조지에게 그를 도와주겠다고 말한다. 국왕을 혼란시키고 속인 후, 리처드는 영장을 받아 계획을 진행하고, 두 명의 불량배(마이클 고프와 마이클 리퍼)를 고용하여 더러운 일을 처리하게 한다. 조지는 와인통에 빠져 죽는다. 에드워드가 리처드에게 사면을 보냈지만, 리처드는 그것이 통과되지 못하게 막았다. 리처드는 레이디 앤(클레어 블룸)을 유혹하고, 그녀가 자신의 남편과 아버지를 죽인 그를 싫어함에도 불구하고, 리처드의 매력을 저항할 수 없어 결국 그와 결혼한다.
리처드는 그 후 궁정에서 무질서를 조장하며, 라이벌 관계를 부추기고 왕비 엘리자베스(메리 케리지)에 대한 반감을 자극한다. 피로에 지친 국왕은 리처드를 호국경으로 임명하고, 조지의 죽음을 들은 직후 사망한다. 그의 아들, 곧 에드워드 5세(폴 허슨)가 런던으로 가는 도중 리처드를 만난다. 리처드는 상원 시종장인 헤이스팅스 경(알렉 클루네스)을 체포하고 처형시키며, 어린 국왕과 그의 어린 동생인 요크 공작(앤디 샤인)을 런던탑에 오랫동안 머물게 한다.

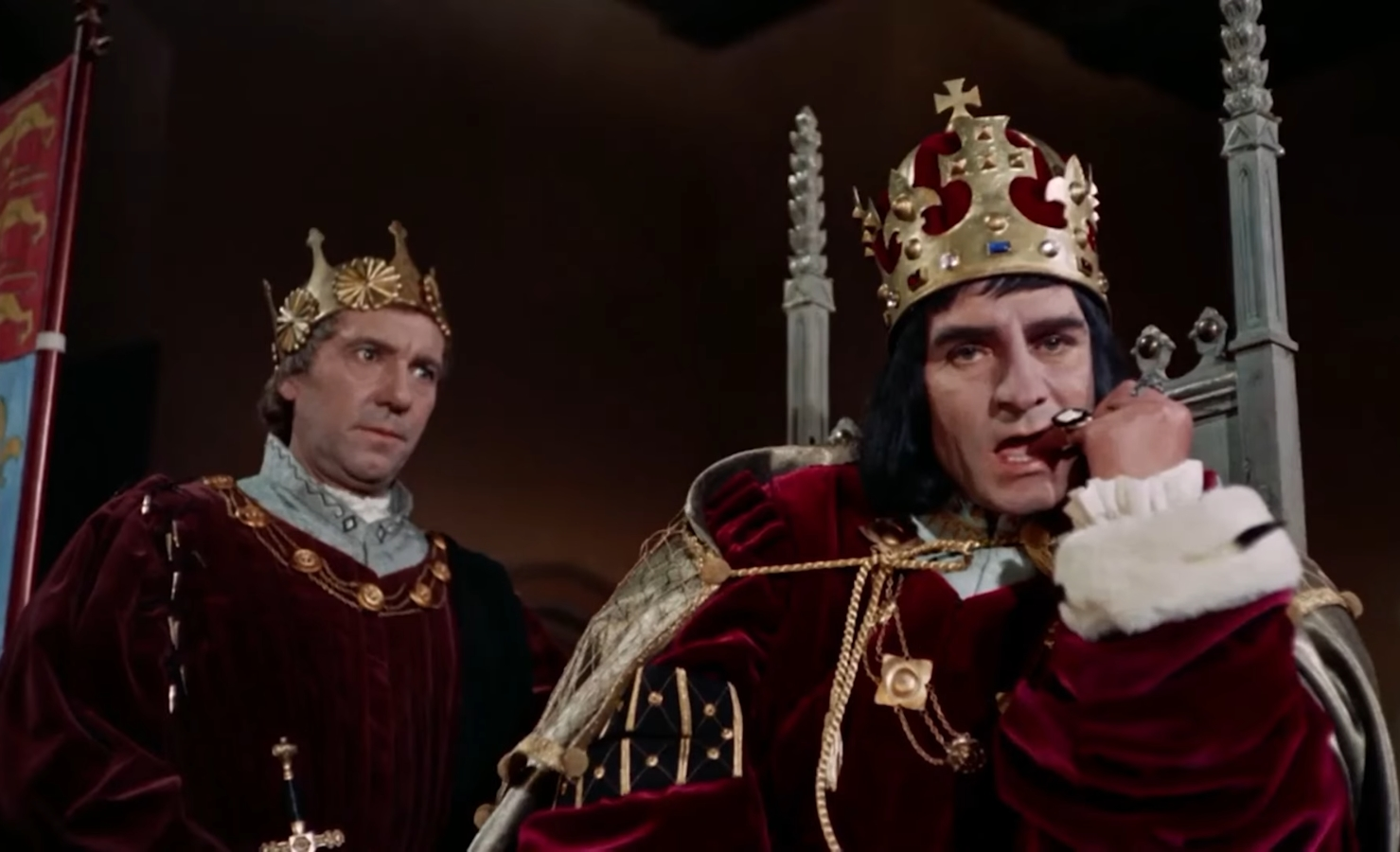
랠프 리처드슨과 로런스 올리비에.

모든 장애물이 제거되자 리처드는 사촌인 버킹엄 공작(랠프 리처드슨 경)의 도움을 받아 자신의 대중적 이미지를 바꾸고 사람들에게 인기를 얻는다. 그렇게 함으로써 리처드는 새로운 국왕이 되기 위한 사람들의 첫 번째 선택이 된다. 버킹엄은 헤리퍼드 백작 작위와 그 수입을 받는 조건으로 리처드를 도왔지만, 두 왕자를 살해하는 생각에는 주저한다. 리처드는 야심찬 기사 제임스 티럴 경에게 왕자들을 살해하라고 요청한다. 리처드의 대관식에서 자신의 백작 작위를 요청했던 버킹엄은 리처드(버킹엄의 거절에 화가 나서)가 "나는 오늘 줄 기분이 아니야!"라고 소리치자 자신의 목숨을 두려워한다. 버킹엄은 그 후 리처드의 통치에 반대하는 세력에 합류한다.
이제 인기가 시들해져 두려움을 느낀 리처드는 리치먼드 백작이자 훗날 잉글랜드의 헨리 7세인 헨리 튜더가 이끄는 랭커스터가에 대항하여 자신의 왕좌와 요크가를 방어하기 위해 보즈워스 벌판에서 군대를 일으킨다. 그러나 전투 전에 버킹엄은 체포되어 처형된다. 전투 전날 밤, 리처드는 피로 물든 왕좌로 오르기 위해 죽인 모든 자들의 유령에게 시달리고, 비명을 지르며 깨어난다. 그는 자신을 진정시키고, 장군들을 위한 전투 계획을 세우기 위해 나아가 병사들에게 격려 연설을 한다.
두 군대는 전투에 돌입하고 랭커스터군이 우위를 점한다. 스탠리 경(로런스 나이스미스)은 리처드를 배신하고 헨리와 동맹을 맺는다. 리처드는 이를 보고 충성스러운 동료 윌리엄 케이츠비 경과 함께 전투의 한가운데로 돌격하여 리치먼드를 죽이고 전투를 빨리 끝내려 한다. 결국 리처드는 리치먼드를 발견하고 잠시 결투를 벌이지만 스탠리의 병사들에게 방해받는다. 리처드와 케이츠비는 다가오는 병력에서 벗어날 수 있었지만, 그 과정에서 리처드는 말에서 떨어져 아끼던 왕관을 잃고 구조를 찾아 나선 케이츠비와 헤어진다. 눈앞에서 놓친 리치먼드를 필사적으로 찾아 헤매던 리처드는 외친다: "말! 말! 내 왕국을 말과 바꾸리!"
케이츠비는 리처드를 찾아 후퇴를 제안하지만 국왕은 도망치기를 거부한다. 케이츠비는 리처드가 눈치채지 못하는 사이에 리치먼드의 병사들에게 살해당한다. 리처드는 그 후 스탠리를 발견하고 일대일 전투를 벌인다. 승자가 나타나기 전에 랭커스터군 병사들이 리처드를 공격하여 치명상을 입힌다. 부상당한 살인마 왕은 경련을 일으키며 하늘로 검을 내밀고 결국 부상으로 사망한다. 스탠리는 리처드의 시신을 치우라고 명령한 다음 가시덤불에서 왕관을 찾는다. 그는 그 후 헨리에게 왕관을 바치며 잉글랜드의 왕좌가 다시 안전한 손에 들어갔음을 알린다.

## 출연

### 주연
- 로렌스 올리비에
- 존 길구드
- 폴 허스톤

### 조연
- 패트릭 트로우톤
- 메리 케리지
- 클리브 모튼

## 기타
- 원작자: 윌리엄 셰익스피어
- 미술: 로저 K. 퍼스